# Imbrasia bicolor
Imbrasia bicolor är en fjärilsart som beskrevs av Eugène Louis Bouvier 1930. Imbrasia bicolor ingår i släktet Imbrasia och familjen påfågelsspinnare. Inga underarter finns listade i Catalogue of Life.